# Conselice
Conselice är en ort och kommun i provinsen Ravenna i regionen Emilia-Romagna i Italien. Kommunen hade 9 752 invånare (2018).